# Drożejowice
Drożejowice – wieś sołecka w Polsce położona w województwie świętokrzyskim, w powiecie kazimierskim, w gminie Skalbmierz. Leży przy skrzyżowaniu DW768 z DW770.
Do 1954 roku siedziba gminy Drożejowice. W latach 1954–1972 wieś należała i była siedzibą władz gromady Drożejowice. W latach 1975–1998 miejscowość administracyjnie należała do województwa kieleckiego.

## Części wsi
| SIMC    | Nazwa                  | Rodzaj    |
| ------- | ---------------------- | --------- |
| 0267737 | Drożejowickie Chałupki | część wsi |
| 0267743 | Piekło                 | część wsi |

## Historia

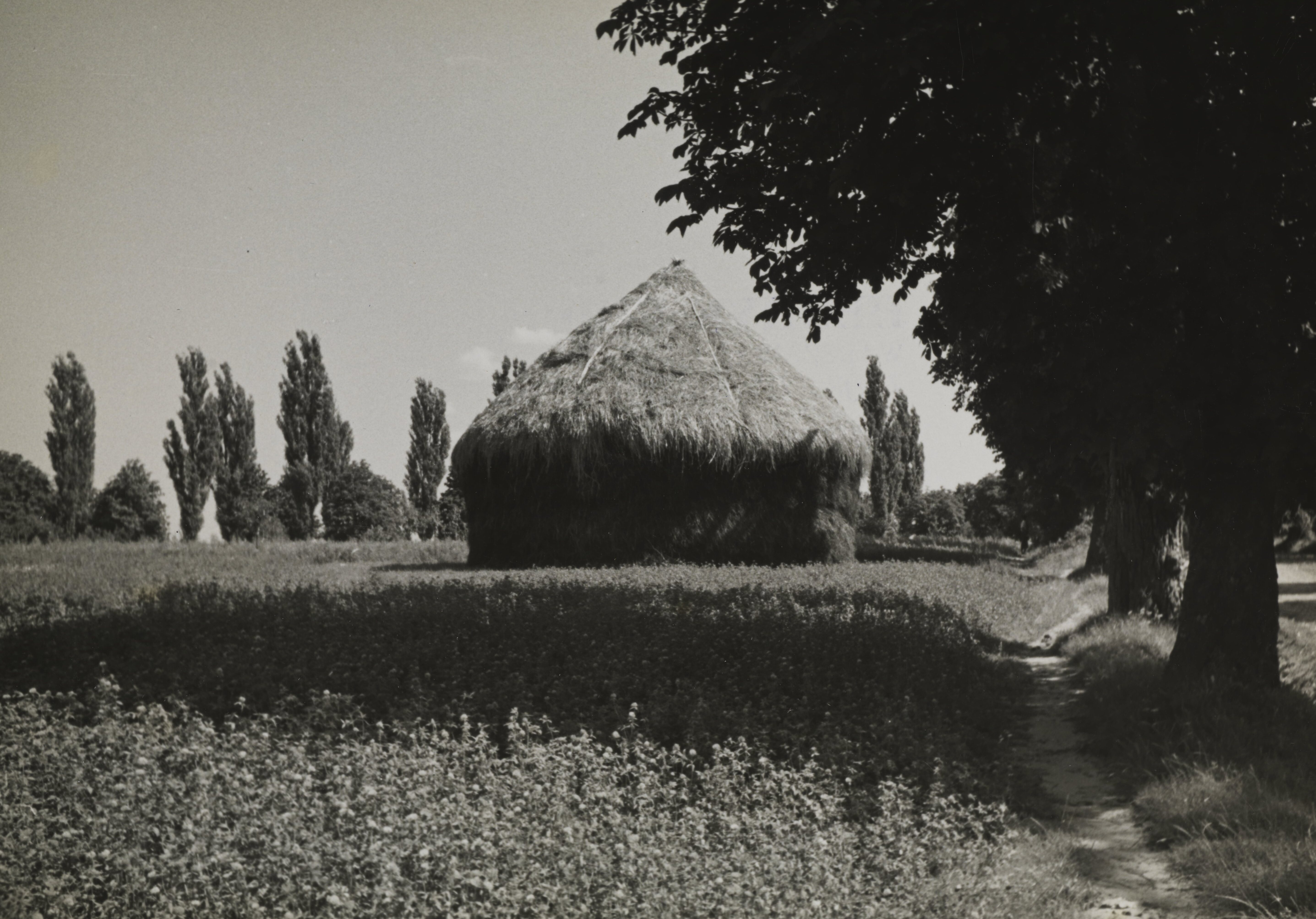
Krajobraz okolic Drożejowic, około 1936

Drożejowice wieś i folwark w powiecie pińczowskim, gminie Drożejowice, parafii Skalbmierz.
Leży między Skalbmierzem a Działoszycami, w pobliżu drogi bitej łączącej Działoszyce z traktem bitym kielecko-krakowskim, poczta w Działoszycach.
W 1827 r. było tu 27 domów i 236 mieszkańców.
W przeszłości własność rodziny Wojuckich, później własność Emila Kleniewskiego. Jemu głównie zawdzięczają swoje dobre urządzenie, zabudowania, jako też i zaprowadzenie płodozmianu, założenie pięknego ogrodu angielskiego i owocowego, który odznacza się plantacją z kilkuset olbrzymich orzechów włoskich.

Od roku 1860 są Drożejowice w posiadaniu Żelisława Wędrychowskiego.
W roku 1867 wykopano na terenie Drożejowic dwie urny gliniane, z których jedna tylko pozostała w całości i obecnie jest w posiadaniu p. Feliksa Rybarskiego nauczyciela gimnazjum kieleckiego.
W roku 1881 mieszkańców było 457 (osad 47, gruntu mają 244 mórg).

Rozległość grunta dworskie mają morgów 700. Lasu nie ma, jest jednak podanie, że niegdyś były tu lasy modrzewiowe, o czym świadczy materiał, z którego dom mieszkalny zbudowany, jako też i stare modrzewiowe drzewa, które w liczbie kilkudziesięciu dotąd zachowały się w ogrodzie.

Gmina Drożejowice należy do sądu gminnego okręgu VI w osadzie Skalbmierz. Ludności ma 4834, obszaru 12,559 mórg.

## Zabytki
Park z XVIII w., przebudowany na przełomie XIX/XX w., wpisany do rejestru zabytków nieruchomych (nr rej.: A.204 z 30.09.1959).

## Urodzeni
- Roman Łakota (ur. 28 czerwca 1896, zm. wiosną 1940 w Katyniu) –– plutonowy Wojska Polskiego, ofiara zbrodni katyńskiej.